# Όrοs Όssa
Όrοs Όssa este o arie protejată (arie de protecție specială avifaunistică — SPA) din Grecia întinsă pe o suprafață de 23.847,41 ha, integral pe uscat.

## Localizare
Centrul sitului Όrοs Όssa este situat la coordonatele 39°49′19″N 22°40′58″E / 39.822015°N 22.682766°E.

## Înființare
Situl Όrοs Όssa a fost declarat arie de protecție specială avifaunistică în octombrie 1987 pentru a proteja 51 de specii de animale.

## Biodiversitate
Situată în ecoregiunea mediteraneană, aria protejată nu include niciun habitat protejat.
La baza desemnării sitului se află mai multe specii protejate de  păsări (51): uliu cu picioare scurte (Accipiter brevipes), minunița (Aegolius funereus), ciocârlie-de-câmp (Alauda arvensis), pescăruș albastru (Alcedo atthis), fâsă-de-câmp (Anthus campestris), lăstunul mare (Apus apus), buha (Bubo bubo), pasărea ogorului (Burhinus oedicnemus), șorecarul comun (Buteo buteo), ciocârlie-cu-degete-scurte (Calandrella brachydactyla), bătăuș (Calidris pugnax), caprimulg (Caprimulgus europaeus), șerpar (Circaetus gallicus), erete vânăt (Circus cyaneus), erete alb (Circus macrourus), prepeliță (Coturnix coturnix), lăstun de casă (Delichon urbicum), ciocănitoare cu spate alb (Dendrocopos leucotos), ciocănitoare de grădină (Dendrocopos syriacus), ciocănitoare neagră (Dryocopus martius), egretă mică (Egretta garzetta), Emberiza caesia, presură de grădină (Emberiza hortulana), șoim de iarnă (Falco columbarius), Falco eleonorae, șoim călător (Falco peregrinus), vânturel de seară (Falco vespertinus), muscar-gulerat (Ficedula albicollis), muscar (Ficedula parva), Ficedula semitorquata, piciorong (Himantopus himantopus), Hippolais olivetorum, rândunică (Hirundo rustica), capîntortură (Jynx torquilla), sfrâncioc roșiatic (Lanius collurio), sfrânciocul cu frunte neagră (Lanius minor), Lanius nubicus, Leiopicus medius, ciocârlie de pădure (Lullula arborea), prigoare (Merops apiaster), codobatura galbenă (Motacilla flava), grangur (Oriolus oriolus), vultur pescar (Pandion haliaetus), vrabie negricioasă (Passer hispaniolensis), viespar (Pernis apivorus), ciocănitoare verzuie (Picus canus), lăstun de mal (Riparia riparia), turturică (Streptopelia turtur), Tachymarptis melba, fluierar de mlaștină (Tringa glareola), Zapornia parva.
Pe lângă speciile protejate, pe teritoriul sitului au mai fost identificate 2 specii de păsări.